# Sydney Emanuel Mudd (Politiker, 1858)

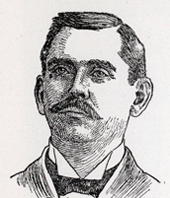
Sydney Emanuel Mudd

Sydney Emanuel Mudd (* 12. Februar 1858 im Charles County, Maryland; † 21. Oktober 1911 in Philadelphia, Pennsylvania) war ein US-amerikanischer Politiker. Zwischen 1890 und 1911 vertrat er zwei Mal den Bundesstaat Maryland im US-Repräsentantenhaus.

## Werdegang
Sydney Mudd besuchte die Georgetown University in der Bundeshauptstadt Washington, D.C. und studierte danach bis 1878 am St. John’s College in Annapolis. Nach einem anschließenden Jurastudium an der University of Virginia in Charlottesville und seiner 1880 erfolgten Zulassung als Rechtsanwalt begann er in diesem Beruf zu arbeiten. Gleichzeitig schlug er als Mitglied der Republikanischen Partei eine politische Laufbahn ein. In den Jahren 1879 und 1881 saß er im Abgeordnetenhaus von Maryland. 1888 unterlag er bei den Kongresswahlen dem Amtsinhaber Barnes Compton. Mudd legte aber gegen den Ausgang der Wahl Widerspruch ein. Als diesem stattgegeben wurde, konnte er am 20. März 1890 sein Mandat antreten und bis zum 3. März 1891 die angebrochene Legislaturperiode im Kongress beenden. Im Jahr 1890 verlor er wieder gegen Compton.
Im Jahr 1896 war Sydney Mudd Mitglied und als Nachfolger von James H. Preston auch Speaker des Abgeordnetenhauses von Maryland. Seit 1896 lebte er in La Plata. Im Juni dieses Jahres nahm er als Delegierter an der Republican National Convention in St. Louis teil, auf der William McKinley als Präsidentschaftskandidat nominiert wurde. Bei den Kongresswahlen des Jahres 1896 wurde Mudd im fünften Wahlbezirk von Maryland erneut in das US-Repräsentantenhaus gewählt, wo er am 4. März 1897 die Nachfolge von Charles Edward Coffin antrat. Nach sechs Wiederwahlen konnte er dort bis zum 3. März 1911 sieben Legislaturperioden absolvieren. In diese Zeit fiel der Spanisch-Amerikanische Krieg von 1898. Seit 1907 war Mudd Vorsitzender des Ausschusses zur Kontrolle der Ausgaben des Justizministeriums.
Sydney Mudd starb noch im Jahr seines Ausscheidens aus dem Kongress am 21. Oktober 1911 in Philadelphia. Sein Sohn Sydney wurde ebenfalls Kongressabgeordneter für Maryland.